# Deer Lake, Pennsylvania
Deer Lake là một thị trấn thuộc quận Schuylkill, tiểu bang Pennsylvania, Hoa Kỳ. Năm 2010, dân số của thị trấn này là 687 người.